# جمعية كشافة ومرشدات بولندا
جمعية كشافة ومرشدات بولندا هي المنظمة الكشفية الوطنية في بولندا وتعتبر مختلطة ومعترف بها من قبل المنظمة العالمية للحركة الكشفية والرابطة العالمية للمرشدات وفتيات الكشافة. وقد تأسست في عام 1918 وتعد حاليا أكبر منظمة كشفية في بولندا ويبلغ عدد أعضاء الجمعية 138,112 (في عام 2012). تأسست الحركة الكشفية الأولى في عام 1916. وهي منظمة للمنفعة العامة وفقا للقانون البولندي.

## روابط خارجية
- منظمة الكشافة الوطنية البولندية (بالبولندية)